# Li Sizhong (prince de Huaihua)
Li Sizhong (李思忠), né Ormizt (嗢沒斯), officiellement prince de Huaihua (懷化王), était un général de la dynastie chinoise Tang d'ascendance Huigu, qui se soumit à l'empereur Wuzong après l'effondrement du Khaganat ouïgour en 840. et servit par la suite le gouvernement impérial Tang.

## Nom
Son ancien nom ouïghour est reconstruit comme Ormïzt, qui a transcrit le wrmzt sogdien « Ormuzd », dérivé finalement d'Ahura Mazda « Seigneur de la Sagesse », le principal dieu créateur du zoroastrisme.

## Biographie
On sait peu de choses sur les premières années de Wamosi, et on ne sait pas quand il est né. La première référence à lui dans les sources historiques chinoises, chronologiquement, remonte à 840, sous le règne de l'empereur Wuzong de la dynastie Tang. Cette année-là, les forces Xiajiasi (Kirghiz), sous le khan Xiajiasi Are (阿熱), ont vaincu et tué le khan Yaoluoge Hesa (藥羅葛闔馺) de Ouighour et le chancelier Jueluowu (掘羅勿). Le peuple Ouighour s'est dispersé; certains ont fui vers les Geluolu (葛邏祿); d'autres vers Tufan; et certains ont fui vers Anxi (安西, dans l'actuelle préfecture d'Aksu, Xinjiang ). Une partie du peuple Ouighour, dirigée par Wamosi — qui serait le frère d'un khan  (et l'historien moderne Bo Yang croyait qu'il était le frère de Yaoluoge Hesa  ), ainsi que les chanceliers Chixin (赤心), Pugu (僕固) et le noble Najiachuo (那頡啜) (* Nağïd Čur ), arrivèrent à la ville frontalière Tang de Tiande (天德軍, dans l'actuel Bayan Nur, Mongolie intérieure).

## Soumission aux Tang
Au printemps 841, un autre groupe de restes Ouighour avait soutenu un autre noble, Yaoluoge Wuxi (藥羅葛烏希), pour devenir le nouveau khan (sous le nom de Wujie Khan). Le défenseur de Tiande, Tian Mou (田牟) et le moniteur eunuque Wei Zhongping (韋仲平), voulant écraser les Ouighour de Wamosi afin de le revendiquer comme leur réussite, affirmèrent ainsi que Wamosi était un rebelle Ouighour et, sur la base de l'alliance passée entre Tang et Huigu devrait être attaquée. La plupart des responsables impériaux étaient d'accord, mais le chancelier principal, Li Deyu, soulignant que Wamosi avait fui vers les frontières Tang bien avant que Wujie Khan ne revendique le titre de khan, affirma que Wamosi n'était pas un rebelle. Il a préconisé d'accepter la proposition de Wamosi. L'empereur Wuzong, sans le faire immédiatement, ordonna à Tian de ne pas provoquer les Huigu, tout en ordonnant aux armées de Hedong (河東, dont le siège est à Taiyuan, Shanxi ) et de Zhenwu (振武, dont le siège est à Hohhot, Mongolie intérieure, dont Tiande était partie de) Circuits à mobiliser pour se préparer à répondre si l'armée Huigu attaquait.
Pendant ce temps, au printemps 842, Wamosi pensait que Chixin ne lui obéirait pas et informa donc faussement Tian que Chixin prévoyait d'attaquer Tiande. Tian a répondu en attirant Chixin et Pugu dans un piège et en les tuant. Najiachuo a pris certains des restes de Huigu et s'est enfui vers l'est. Par la suite, alors que divers groupes restants Huigu, y compris le groupe dirigé par Wujie Khan, pillaient les régions du nord des Tang, Li Deyu a préconisé d'accepter la soumission de Wamosi, afin d'encourager d'autres nobles Ouighour à se soumettre. En conséquence, à l'été 842, Wamosi fut autorisé à se soumettre avec 2 200 autres nobles. Wamosi reçut un titre général et fut créé prince de Huaihua.

## Service des Tang
Wujie Khan continuait de piller les régions frontalières des Tang et exigeait également que les Tang lui livrent Wamosi, une demande que l'empereur Wuzong rejeta. Pendant ce temps, Wamosi se rendit à Chang'an, la capitale Tang, pour rendre hommage à l'empereur Wuzong. Par la suite, l'empereur Wuzong donna à son armée le nom d'Armée Guiyi (歸義軍, c'est-à-dire « l'armée qui se soumit à la droiture ») et en fait le commandant de l'armée Guiyi. Apparemment pour assurer davantage l'empereur Wuzong de sa fidélité, Wamosi a demandé que les membres de sa famille soient gardés dans la municipalité de Taiyuan, la capitale de Hedong, et que lui et ses frères soient postés aux frontières pour aider à défendre Tang. L'empereur Wuzong a ordonné au gouverneur militaire ( Jiedushi ) de Hedong, Liu Mian (劉沔), de traiter la famille de Wamosi avec gentillesse. Il a également accordé le nom du clan impérial Tang de Li à Wamosi et a changé son nom en Li Sizhong. (Les frères de Wamosi, Alizhi (阿歷支), Xiwuchuo (習勿啜) et Wuluosi (烏羅思) ont reçu respectivement les noms de Li Sizhen (李思貞), Li Siyi (李思義) et Li Sili (李思禮).
À l'automne 842, alors que Wujie Khan et d'autres seigneurs Ouighour représentaient toujours des menaces, l'empereur Wuzong ordonna à Liu, Li Sizhong et Zhang Zhongwu, le gouverneur militaire du circuit de Lulong (盧龍, dont le siège est l'actuel Pékin), de se retrouver à Taiyuan pour se préparer à de nouvelles opérations militaires. Li Sizhong s'est ensuite porté volontaire pour combattre les derniers seigneurs Ouighour avec des soldats Qibi (契苾), Shatuo et Tuyuhun ; en réponse, l'empereur Wuzong ordonna à deux préfets, He Qingchao (何清朝) et Qibi Tong (契苾通), de lui faire rapport. Lorsque, par la suite, au cours de l'hiver 842, Liu et Zhang demandèrent un retard dans les opérations, mais que Li Zhongshun (李忠順), le gouverneur militaire de Zhenwu, demanda à Li Sizhong d'attaquer les Huigu avec lui, l'empereur Wuzong envoya Li Sizhong se préparer à une telle opération. opération. (Il n’est toutefois pas clair si une telle opération a réellement été lancée.)
Au printemps 843, Li Sizhong se rend à Chang'an pour rendre à nouveau hommage à l'empereur Wuzong. Estimant que les généraux des frontières Tang se méfiaient de lui, il demanda que lui, ses frères, ainsi que son allié, le noble Ai Hongshun (愛弘順), soient tous transférés à Chang'an. L'empereur Wuzong était d'accord. Par la suite, l'armée Guiyi a été dissoute et les soldats Huigu ont été dispersés dans divers circuits. Ce fut la dernière référence à Li Sizhong dans les archives historiques chinoises, et la date de sa mort est inconnue.